# 米斯法阿卜里因

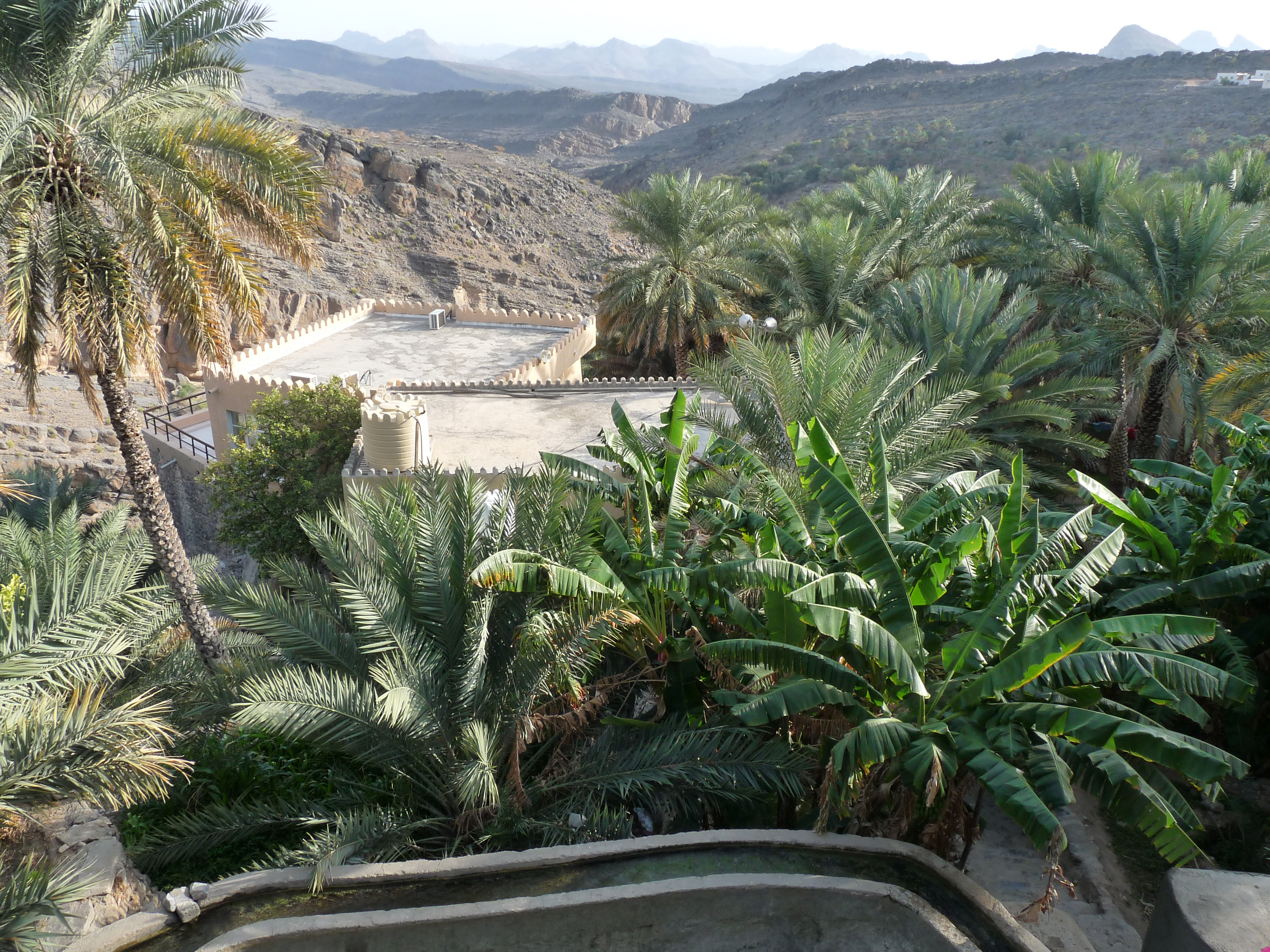
米斯法阿卜里因的景色

米斯法阿卜里因（阿拉伯语：‎，羅馬化：Misfāt al-ʿAbrīyin）是一個位於阿曼蘇丹國北部內地省綠山的村庄，距離阿曼首都马斯喀特160公里。它被譽為是阿曼的人間天堂，有着當地獨特的土高楼建築。除了一些必要的建设以外，村莊美丽的景色幾乎没有一点改变。雖然距離阿曼古都尼兹瓦很近，但未有受到戰火的波及。